# STOS BASIC
STOS BASIC, basicliknande programspråk för Atari ST-datorerna avsett i första hand för spelprogrammering. STOS utvecklades 1987 av François Lionet och Constantin Sotiropoulos för Jawx och utgavs 1988 på engelska av Mandarin Software. STOS erbjöd sina användare möjligheten att skapa grafikintensiva applikationer utan att behöva kunna något om Atarins hårdvara, men nackdelen var att program skrivna i STOS oftast blev väldigt slöa. Detta löste man från Mandarins sida genom att 1988 släppa ett tilläggsprogram till STOS (STOS compiler) som kunde snabba upp programmen avsevärt.
Det var möjligt att utöka STOS funktionalitet med hjälp av extensioner, något som bidrog till att STOS höll sig vid liv länge. Som exempel på extensioner kan nämnas: TOME, STOS 3D, STE extension, Misty, The Missing Link, Control extension, Extra och Ninja Tracker